# Surtees Racing Organization

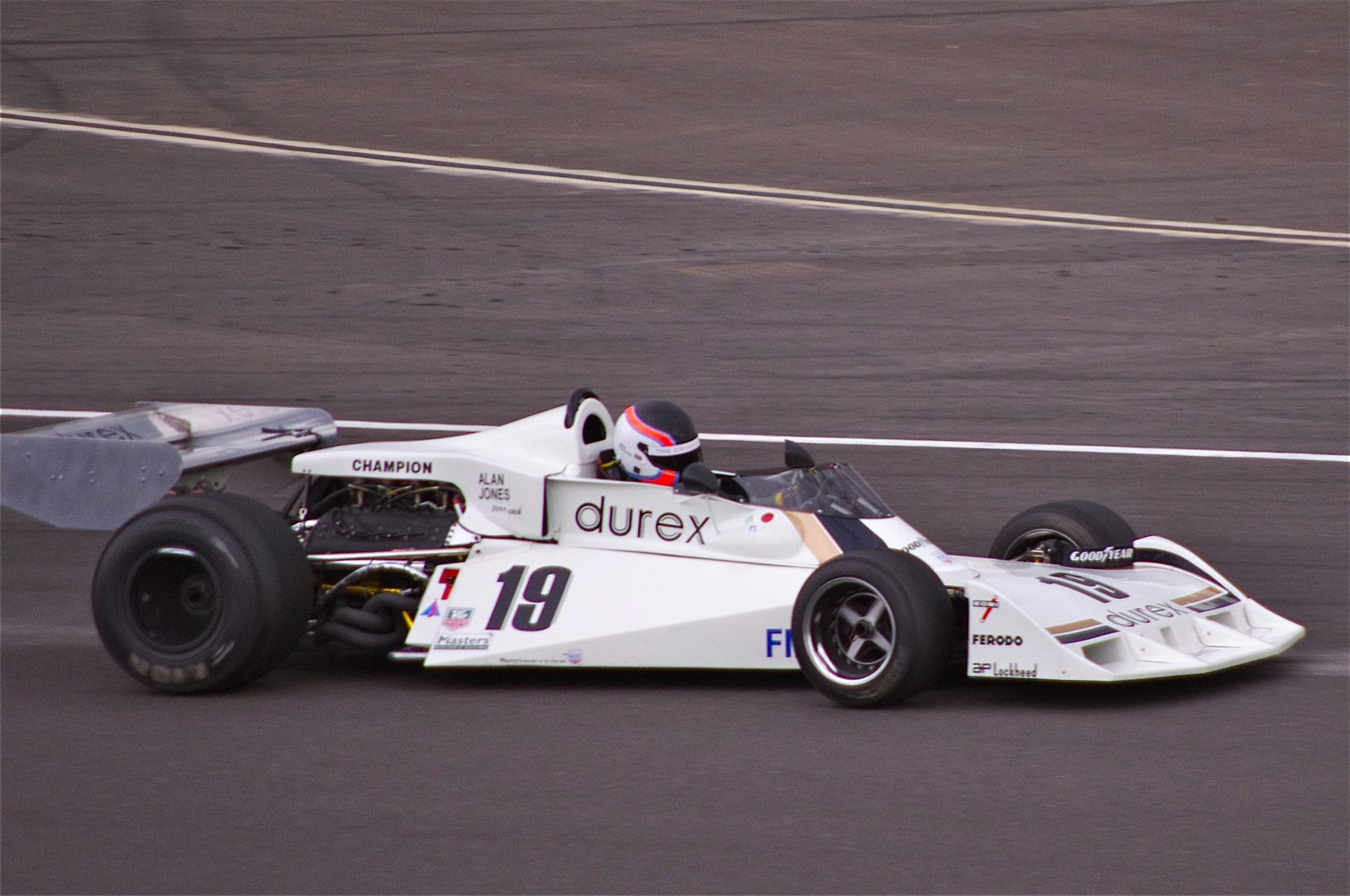
Surtees TS19 de Alan Jones.

El Surtees Racing Organization, también conocido como Team Surtees, fue un equipo y constructor de carreras, fundado por el piloto británico John Surtees. Compitió desde 1966 hasta 1978 en campeonatos de Fórmula 1, Fórmula 2, Fórmula 5000 y prototipos.

## Historia
El equipo fue formado por John Surtees, multicampeón de motociclismo en las categorías 350 cc y 500 cc y campeón de Fórmula 1 en 1964. Surtees formó el equipo en 1966 para competir en la entonces nueva serie Can-Am. John ganó el campeonato como propietario y conductor en su primer año. En 1969 participó en otra categoría recién formada, la Fórmula 5000 Europea. Por primera vez su equipo construyó sus propios vehículos. El equipo fue exitoso y logró cinco victorias de las 12 competencias de esa temporada, además del subcampeonato por parte de Trevor Taylor.
Esto alentó a Surtees a ingresar a Fórmula 1 y luego de una difícil temporada con BRM en 1969, John decidió convertirse nuevamente en propietario y conductor. Surtees se asoció con los ingenieros Peter Connew y Shahab Ahmed, y participó en todas las carreras de la temporada 1970, pero tuvo que correr las cuatro primeras en un antiguo McLaren ya que su monoplaza no estaba listo. Terminó 5.º en Canadá, y Derek Bell corrió en Estados Unidos, también acabando en zona de puntos.
Tanto en 1970 como en 1971, John ganó la Copa de Oro de Oulton Park.
Para 1971, John Surtees agregó un segundo monoplaza tiempo completo para el alemán, exBrabham, Rolf Stommelen. Otros pilotos de manera esporádica corrieron con un tercer monoplaza. Sumaron en varias ocasiones, ganando así el 8.º puesto en constructores.
Después de esa temporada, John Surtees se retiró de la competencia a tiempo completo, y el equipo llamó a tres nuevos pilotos para 1972: Andrea de Adamich, Tim Schenken y Mike Hailwood (este último varias veces campeón en motociclismo como John). Resultó ser el mejor año del equipo en Fórmula 1; Hailwood consiguió el primer podio en el Gran Premio de Italia, finalizando solo detrás del Lotus de Emerson Fittipaldi, los tres pilotos anotaron puntos a lo largo del año, y Surtees terminó 5.º en el Campeonato de Constructores. En Fórmula 2 en tanto, Hailwood dominó el torneo europeo, consagrándose campeón.
El joven brasileño Carlos Pace sustituyó a Schenken en 1973, y el equipo solo preparó dos monoplazas para temporada completa. Pace terminó tercero en Austria y cuarto en Alemania, pero fueron los únicos puntos en los que el equipo tuvo, y el Surtees perdió dos posiciones en el campeonato. Pace siguió una temporada más, pero Hailwood se marchó a McLaren. John Surtees hizo un nuevo bólido para este campeonato y contactó con Jochen Mass para ocupar el asiento vacante, y a Derek Bell y otros pilotos para algunos Grandes Premios. El brasileño sumó en su carrera local, finalizando 4.º en Interlagos, pero en el resto de la temporada, solo volvieron a top ten final en una oportunidad. Con solo 3 puntos sumados, Surtees volvió a caer en el campeonato.
Arrancaron la temporada 1975 con muy poco presupuesto, sin renovar el monoplaza y con un solo piloto, John Watson, proveniente del equipo privado Goldie Hexagon. Watson no logró puntos, y el equipo decidió no correr a final de año para centrarse en un nuevo año. Contrató al futuro campeón mundial Alan Jones y a Brett Lunger. Su nuevo monoplaza contó publicidad de Durex para el británico y Chesterfield para el estadounidense. Volvió a ingresar a los diez mejores en el Campeonato de Constructores gracias a 7 puntos conseguidos por Jones.
Para 1977, Surtees no logró retener a su piloto principal, que emigró a Shadow. Llamó al italiano Vittorio Brambilla, que venía con un importante auspiciante, mientras que pilotos como Hans Binder, Larry Perkins o Vern Schuppan compitieron con el segundo vehículo. A pesar de varios puntos logrados por Brambilla, Surtees volvió a tener problemas económicos.
Rupert Keegan llegó con dinero para un asiento en la temporada siguiente. Un nuevo monoplaza debutó a mitad de año, permitiendo a Vittorio Brambilla sumar en Austria. Sin presupuesto para 1979, a pesar de ya tener el monoplaza diseñado, Surtees abandonó el campeonato mundial en su novena participación. Un año más tarde, la empresa cerró definitivamente.

## Resultados

### Fórmula 1
(Clave) (negrita indica pole position) (cursiva indica vuelta rápida)

| Año         | Chasis      | Motor                    | Neu. | Pilotos               | 1   | 2   | 3   | 4   | 5   | 6   | 7   | 8   | 9   | 10  | 11  | 12  | 13  | 14  | 15  | 16  | 17  | Puntos | Pos. |
| ----------- | ----------- | ------------------------ | ---- | --------------------- | --- | --- | --- | --- | --- | --- | --- | --- | --- | --- | --- | --- | --- | --- | --- | --- | --- | ------ | ---- |
| 1970        | McLaren M7C | Ford Cosworth DFV 3.0 V8 | F    |                       | RSA | ESP | MON | BEL | NED | FRA | GBR | GER | AUT | ITA | CAN | USA | MEX |     |     |     |     | -      | -    |
| 1970        | McLaren M7C | Ford Cosworth DFV 3.0 V8 | F    | John Surtees          | Ret | Ret | Ret |     | 6   |     |     |     |     |     |     |     |     |     |     |     |     | -      | -    |
| 1970        | TS7         | Ford Cosworth DFV 3.0 V8 | F    | John Surtees          |     |     |     |     |     |     | Ret | 9   | Ret | Ret | 5   | Ret | 8   |     |     |     |     | 3      | 8.º  |
| 1970        | TS7         | Ford Cosworth DFV 3.0 V8 | F    | Derek Bell            |     |     |     |     |     |     |     |     |     |     |     | 6   |     |     |     |     |     | 3      | 8.º  |
| 1971        | TS7 TS9     | Ford Cosworth DFV 3.0 V8 | F    |                       | RSA | ESP | MON | NED | FRA | GBR | GER | AUT | ITA | CAN | USA |     |     |     |     |     |     | 8      | 8.º  |
| 1971        | TS7 TS9     | Ford Cosworth DFV 3.0 V8 | F    | John Surtees          | Ret | 11  | 7   | 5   | 8   | 6   | 7   | Ret | Ret | 11  | 17  |     |     |     |     |     |     | 8      | 8.º  |
| 1971        | TS7 TS9     | Ford Cosworth DFV 3.0 V8 | F    | Rolf Stommelen        | 12  | Ret | 6   | DSQ | 11  | 5   | 10  | 7   | DNS | Ret |     |     |     |     |     |     |     | 8      | 8.º  |
| 1971        | TS7 TS9     | Ford Cosworth DFV 3.0 V8 | F    | Brian Redman          | 7   |     |     |     |     |     |     |     |     |     |     |     |     |     |     |     |     | 8      | 8.º  |
| 1971        | TS7 TS9     | Ford Cosworth DFV 3.0 V8 | F    | Derek Bell            |     |     |     |     |     | Ret |     |     |     |     |     |     |     |     |     |     |     | 8      | 8.º  |
| 1971        | TS7 TS9     | Ford Cosworth DFV 3.0 V8 | F    | Mike Hailwood         |     |     |     |     |     |     |     |     | 4   |     | 15  |     |     |     |     |     |     | 8      | 8.º  |
| 1971        | TS7 TS9     | Ford Cosworth DFV 3.0 V8 | F    | Sam Posey             |     |     |     |     |     |     |     |     |     |     | Ret |     |     |     |     |     |     | 8      | 8.º  |
| 1972        | TS9B TS14   | Ford Cosworth DFV 3.0 V8 | F    |                       | ARG | RSA | ESP | MON | BEL | FRA | GBR | GER | AUT | ITA | CAN | USA |     |     |     |     |     | 18     | 5.º  |
| 1972        | TS9B TS14   | Ford Cosworth DFV 3.0 V8 | F    | Tim Schenken          | 5   | Ret | 8   | Ret | Ret | 17  | Ret | 14  | 11  | Ret | 7   | Ret |     |     |     |     |     | 18     | 5.º  |
| 1972        | TS9B TS14   | Ford Cosworth DFV 3.0 V8 | F    | Andrea de Adamich     | Ret | NC  | 4   | 7   | Ret | 14  | Ret | 13  | 14  | Ret | Ret | Ret |     |     |     |     |     | 18     | 5.º  |
| 1972        | TS9B TS14   | Ford Cosworth DFV 3.0 V8 | F    | Mike Hailwood         |     | Ret | Ret | Ret | 4   | 6   | Ret | Ret | 4   | 2   |     | 17  |     |     |     |     |     | 18     | 5.º  |
| 1972        | TS9B TS14   | Ford Cosworth DFV 3.0 V8 | F    | John Surtees          |     |     |     |     |     |     |     |     |     | Ret |     | DNS |     |     |     |     |     | 18     | 5.º  |
| 1973        | TS9B TS14A  | Ford Cosworth DFV 3.0 V8 | F    |                       | ARG | BRA | RSA | ESP | BEL | MON | SWE | FRA | GBR | NED | GER | AUT | ITA | CAN | USA |     |     | 7      | 7.º  |
| 1973        | TS9B TS14A  | Ford Cosworth DFV 3.0 V8 | F    | Mike Hailwood         | Ret | Ret | Ret | Ret | Ret | 8   | Ret | Ret | Ret | Ret | 14  | 10  | 7   | 9   | Ret |     |     | 7      | 7.º  |
| 1973        | TS9B TS14A  | Ford Cosworth DFV 3.0 V8 | F    | Carlos Pace           | Ret | Ret | Ret | Ret | 8   | Ret | 10  | 13  | Ret | 7   | 4   | 3   | Ret | Ret | Ret |     |     | 7      | 7.º  |
| 1973        | TS9B TS14A  | Ford Cosworth DFV 3.0 V8 | F    | Luiz Bueno            |     | 12  |     |     |     |     |     |     |     |     |     |     |     |     |     |     |     | 7      | 7.º  |
| 1973        | TS9B TS14A  | Ford Cosworth DFV 3.0 V8 | F    | Andrea de Adamich     |     |     | 8   |     |     |     |     |     |     |     |     |     |     |     |     |     |     | 7      | 7.º  |
| 1973        | TS9B TS14A  | Ford Cosworth DFV 3.0 V8 | F    | Jochen Mass           |     |     |     |     |     |     |     |     | Ret |     | 7   |     |     |     | Ret |     |     | 7      | 7.º  |
| 1974        | TS16        | Ford Cosworth DFV 3.0 V8 | F    |                       | ARG | BRA | RSA | ESP | BEL | MON | SWE | NED | FRA | GBR | GER | AUT | ITA | CAN | USA |     |     | 3      | 11.º |
| 1974        | TS16        | Ford Cosworth DFV 3.0 V8 | F    | Carlos Pace           | Ret | 4   | 11  | 13  | Ret | Ret | Ret |     |     |     |     |     |     |     |     |     |     | 3      | 11.º |
| 1974        | TS16        | Ford Cosworth DFV 3.0 V8 | F    | José Dolhem           |     |     |     |     |     |     |     |     | DNQ |     |     |     | DNQ |     | Ret |     |     | 3      | 11.º |
| 1974        | TS16        | Ford Cosworth DFV 3.0 V8 | F    | Derek Bell            |     |     |     |     |     |     |     |     |     | DNQ | 11  | DNQ | DNQ | DNQ |     |     |     | 3      | 11.º |
| 1974        | TS16        | Ford Cosworth DFV 3.0 V8 | F    | Jochen Mass           | Ret | 17  | Ret | Ret | Ret | DNS | Ret | Ret | Ret | 14  | Ret |     |     |     |     |     |     | 3      | 11.º |
| 1974        | TS16        | Ford Cosworth DFV 3.0 V8 | F    | Jean-Pierre Jabouille |     |     |     |     |     |     |     |     |     |     |     | DNQ |     |     |     |     |     | 3      | 11.º |
| 1974        | TS16        | Ford Cosworth DFV 3.0 V8 | F    | Helmuth Koinigg       |     |     |     |     |     |     |     |     |     |     |     |     |     | 10  | Ret |     |     | 3      | 11.º |
| 1974        | TS16        | Ford Cosworth DFV 3.0 V8 | F    | Dieter Quester        |     |     |     |     |     |     |     |     |     |     |     | 9   |     |     |     |     |     | 3      | 11.º |
| 1975        | TS16        | Ford Cosworth DFV 3.0 V8 | G    |                       | ARG | BRA | RSA | ESP | MON | BEL | SWE | NED | FRA | GBR | GER | AUT | ITA | USA |     |     |     | 0      | 14.º |
| 1975        | TS16        | Ford Cosworth DFV 3.0 V8 | G    | John Watson           | DSQ | 10  | Ret | 8   | Ret | 10  | 16  | Ret | 13  | 11  |     | 10  |     |     |     |     |     | 0      | 14.º |
| 1975        | TS16        | Ford Cosworth DFV 3.0 V8 | G    | Dave Morgan           |     |     |     |     |     |     |     |     |     | 18  |     |     |     |     |     |     |     | 0      | 14.º |
| 1976        | TS19        | Ford Cosworth DFV 3.0 V8 | G    |                       | BRA | RSA | USW | ESP | BEL | MON | SWE | FRA | GBR | GER | AUT | NED | ITA | CAN | USA | JPN |     | 7      | 10.º |
| 1976        | TS19        | Ford Cosworth DFV 3.0 V8 | G    | Brett Lunger          |     | 11  | DNQ | DNQ | Ret |     | 15  | 16  | Ret | Ret | 10  |     | 14  | 15  | 11  |     |     | 7      | 10.º |
| 1976        | TS19        | Ford Cosworth DFV 3.0 V8 | G    | Conny Andersson       |     |     |     |     |     |     |     |     |     |     |     | Ret |     |     |     |     |     | 7      | 10.º |
| 1976        | TS19        | Ford Cosworth DFV 3.0 V8 | G    | Noritake Takahara     |     |     |     |     |     |     |     |     |     |     |     |     |     |     |     | 9   |     | 7      | 10.º |
| 1976        | TS19        | Ford Cosworth DFV 3.0 V8 | G    | Alan Jones            |     |     | NC  | 9   | 5   | Ret | 13  | Ret | 5   | 10  | Ret | 8   | 12  | 16  | 8   | 4   |     | 7      | 10.º |
| 1977        | TS19        | Ford Cosworth DFV 3.0 V8 | G    |                       | ARG | BRA | RSA | USW | ESP | MON | BEL | SWE | FRA | GBR | GER | AUT | NED | ITA | USA | CAN | JPN | 6      | 11.º |
| 1977        | TS19        | Ford Cosworth DFV 3.0 V8 | G    | Vittorio Brambilla    | 7   | Ret | 7   | Ret | Ret | 8   | 4   | Ret | 13  | 8   | 5   | 15  | 12  | Ret | 19  | 6   | 8   | 6      | 11.º |
| 1977        | TS19        | Ford Cosworth DFV 3.0 V8 | G    | Hans Binder           | Ret | Ret | 11  | 11  | 9   | Ret |     |     |     |     |     |     |     |     | 11  | Ret | Ret | 6      | 11.º |
| 1977        | TS19        | Ford Cosworth DFV 3.0 V8 | G    | Larry Perkins         |     |     |     |     |     |     | 12  | DNQ | DNQ |     |     |     |     |     |     |     |     | 6      | 11.º |
| 1977        | TS19        | Ford Cosworth DFV 3.0 V8 | G    | Patrick Tambay        |     |     |     |     |     |     |     |     | DNQ |     |     |     |     |     |     |     |     | 6      | 11.º |
| 1977        | TS19        | Ford Cosworth DFV 3.0 V8 | G    | Vern Schuppan         |     |     |     |     |     |     |     |     |     | 12  | 7   | 16  | DNQ |     |     |     |     | 6      | 11.º |
| 1977        | TS19        | Ford Cosworth DFV 3.0 V8 | G    | Lamberto Leoni        |     |     |     |     |     |     |     |     |     |     |     |     |     | DNQ |     |     |     | 6      | 11.º |
| 1978        | TS19 TS20   | Ford Cosworth DFV 3.0 V8 | G    |                       | ARG | BRA | RSA | USW | MON | BEL | ESP | SWE | FRA | GBR | GER | AUT | NED | ITA | USA | CAN |     | 1      | 13.º |
| 1978        | TS19 TS20   | Ford Cosworth DFV 3.0 V8 | G    | Rupert Keegan         | Ret | Ret | Ret | DNS | Ret | DNQ | 11  | DNQ | Ret | DNQ | DNQ | DNQ | DNS |     |     |     |     | 1      | 13.º |
| 1978        | TS19 TS20   | Ford Cosworth DFV 3.0 V8 | G    | Gimax                 |     |     |     |     |     |     |     |     |     |     |     |     |     | DNQ |     |     |     | 1      | 13.º |
| 1978        | TS19 TS20   | Ford Cosworth DFV 3.0 V8 | G    | René Arnoux           |     |     |     |     |     |     |     |     |     |     |     |     |     |     | 9   | Ret |     | 1      | 13.º |
| 1978        | TS19 TS20   | Ford Cosworth DFV 3.0 V8 | G    | Vittorio Brambilla    | 18  | DNQ | 12  | Ret | DNQ | 13  | 7   | Ret | 17  | 9   | Ret | 6   | DSQ | Ret |     |     |     | 1      | 13.º |
| 1978        | TS19 TS20   | Ford Cosworth DFV 3.0 V8 | G    | Beppe Gabbiani        |     |     |     |     |     |     |     |     |     |     |     |     |     |     | DNQ | DNQ |     | 1      | 13.º |
| Referencia: |             |                          |      |                       |     |     |     |     |     |     |     |     |     |     |     |     |     |     |     |     |     |        |      |

#### Equipos privados
(Clave) (negrita indica pole position) (cursiva indica vuelta rápida)

| Año         | Equipo                                 | Chasis | Motor                    | Neu. | Pilotos         | 1   | 2   | 3   | 4   | 5   | 6   | 7   | 8   | 9   | 10   | 11  | 12  | 13  | 14  | 15  | 16  | 17  |
| ----------- | -------------------------------------- | ------ | ------------------------ | ---- | --------------- | --- | --- | --- | --- | --- | --- | --- | --- | --- | ---- | --- | --- | --- | --- | --- | --- | --- |
| 1971        | Stichting Autoraces Nederland          | TS7    | Ford Cosworth DFV 3.0 V8 | F    |                 | RSA | ESP | MON | NED | FRA | GBR | GER | AUT | ITA | CAN  | USA |     |     |     |     |     |     |
| 1971        | Stichting Autoraces Nederland          | TS7    | Ford Cosworth DFV 3.0 V8 | F    | Gijs van Lennep |     |     |     | 8   |     |     |     |     |     |      |     |     |     |     |     |     |     |
| 1972        | Team Gunston                           | TS9    | Ford Cosworth DFV 3.0 V8 | G    |                 | ARG | RSA | ESP | MON | BEL | FRA | GBR | GER | AUT | ITA  | CAN | USA |     |     |     |     |     |
| 1972        | Team Gunston                           | TS9    | Ford Cosworth DFV 3.0 V8 | G    | John Love       |     | 16  |     |     |     |     |     |     |     |      |     |     |     |     |     |     |     |
| 1972        | Champcar Inc.                          | TS9B   | Ford Cosworth DFV 3.0 V8 | G    | Sam Posey       |     |     |     |     |     |     |     |     |     |      |     | 12  |     |     |     |     |     |
| 1974        | AAW Racing Team                        | TS16   | Ford Cosworth DFV 3.0 V8 | F    |                 | ARG | BRA | RSA | ESP | BEL | MON | SWE | NED | FRA | GBR  | GER | AUT | ITA | CAN | USA |     |     |
| 1974        | AAW Racing Team                        | TS16   | Ford Cosworth DFV 3.0 V8 | F    | Leo Kinnunen    |     |     |     |     | DNQ |     | Ret |     | DNQ | DNQ  |     | DNQ | DNQ |     |     |     |     |
| 1976        | Team Norev Racing with BS Fabrications | TS19   | Ford Cosworth DFV 3.0 V8 | G    |                 | BRA | RSA | USW | ESP | BEL | MON | SWE | FRA | GBR | GER  | AUT | NED | ITA | CAN | USA | JPN |     |
| 1976        | Team Norev Racing with BS Fabrications | TS19   | Ford Cosworth DFV 3.0 V8 | G    | Henri Pescarolo |     |     |     |     |     | DNQ |     | Ret | Ret | DNQ  | 9   | 11  | 17  | 19  | NC  |     |     |
| 1976        | ShellSport Whiting                     | TS16   | Ford Cosworth DFV 3.0 V8 | G    | Divina Galica   |     |     |     |     |     |     |     |     | DNQ |      |     |     |     |     |     |     |     |
| 1977        | Melchester Racing                      | TS19   | Ford Cosworth DFV 3.0 V8 | G    |                 | ARG | BRA | RSA | USW | ESP | MON | BEL | SWE | FRA | GBR  | GER | AUT | NED | ITA | USA | CAN | JPN |
| 1977        | Melchester Racing                      | TS19   | Ford Cosworth DFV 3.0 V8 | G    | Tony Trimmer    |     |     |     |     |     |     |     |     |     | DNPQ |     |     |     |     |     |     |     |
| Referencia: |                                        |        |                          |      |                 |     |     |     |     |     |     |     |     |     |      |     |     |     |     |     |     |     |